# 曲辕犁
曲辕犁，又称江东犁，是中国唐朝时发明的犁，见于敦煌莫高窟的第445窟的壁画，中国国家博物馆有曲辕犁的复制模型，
根据唐朝人陆龟蒙的《耒耜经》记载，曲辕犁由11个用木头或金属制作的部件组成，分别是犁铧、犁壁、犁底、压镵、策额、犁箭、犁辕、犁梢、犁评、犁建和犁盘。和汉朝以来的直辕犁相比，曲辕犁有了重大改进，首先是将辕由直改曲，由长改短，并在辕头安装犁盘，可以自由转动，从而使操作灵活，节省了人力和畜力。其次，曲辕犁增加了犁评和犁建，通过推进和提起犁评而控制犁箭向下或向上，从而使犁铧入土或深或浅。曲辕犁还改进了犁壁，呈圆形，可将翻起的土推到一旁，减少前进的阻力，而且能翻覆土块，以断绝杂草的生长。
曲辕犁一直沿用至清朝，未作很大改进，其原理为今天的机引铧式犁采用。